# Hiroaki Sato
Hiroaki Sato (5. februar 1932 - 1. januar 1988) var en japansk fodboldspiller.

## Japans fodboldlandshold
| Japans landshold | Japans landshold | Japans landshold |
| År               | Kmp              | Mål              |
| ---------------- | ---------------- | ---------------- |
| 1955             | 5                | 0                |
| 1956             | 3                | 0                |
| 1957             | 0                | 0                |
| 1958             | 4                | 0                |
| 1959             | 3                | 0                |
| Total            | 15               | 0                |